# Подґуже (Поморське воєводство)
Подґуже (пол. Podgórze, нім. Karlswalde) — село в Польщі, у гміні Колчиґлови Битівського повіту Поморського воєводства.
Населення — 99 осіб (2011).
У 1975-1998 роках село належало до Слупського воєводства.

## Демографія
Демографічна структура станом на 31 березня 2011 року:
|          | Загалом | Допрацездатний вік | Працездатний вік | Постпрацездатний вік |
| -------- | ------- | ------------------ | ---------------- | -------------------- |
| Чоловіки | 47      | 12                 | 31               | 4                    |
| Жінки    | 52      | 16                 | 29               | 7                    |
| Разом    | 99      | 28                 | 60               | 11                   |